# Super Robin Hood
Super Robin Hood je plošinová hra pro jednoho hráče. Hlavní postavou hry je Robin Hood a jeho úkolem je vysvobodit Mariannu ze zajetí šerifem Nottinghamu.
Hra byla naprogramována bratry Oliverovými v roce 1986 a vydána pro počítače Amstrad CPC, Sinclair ZX Spectrum, C64, Atari ST, Amiga a NES.